# 易凤娇
易凤娇（1983年—），湖北松滋人，汉族，中华人民共和国政治人物、第十二届全国人民代表大会广东地区代表。
毕业于广东省深圳市广播电视大学物流管理。2013年，担任全国人大代表。